# 大城堡街

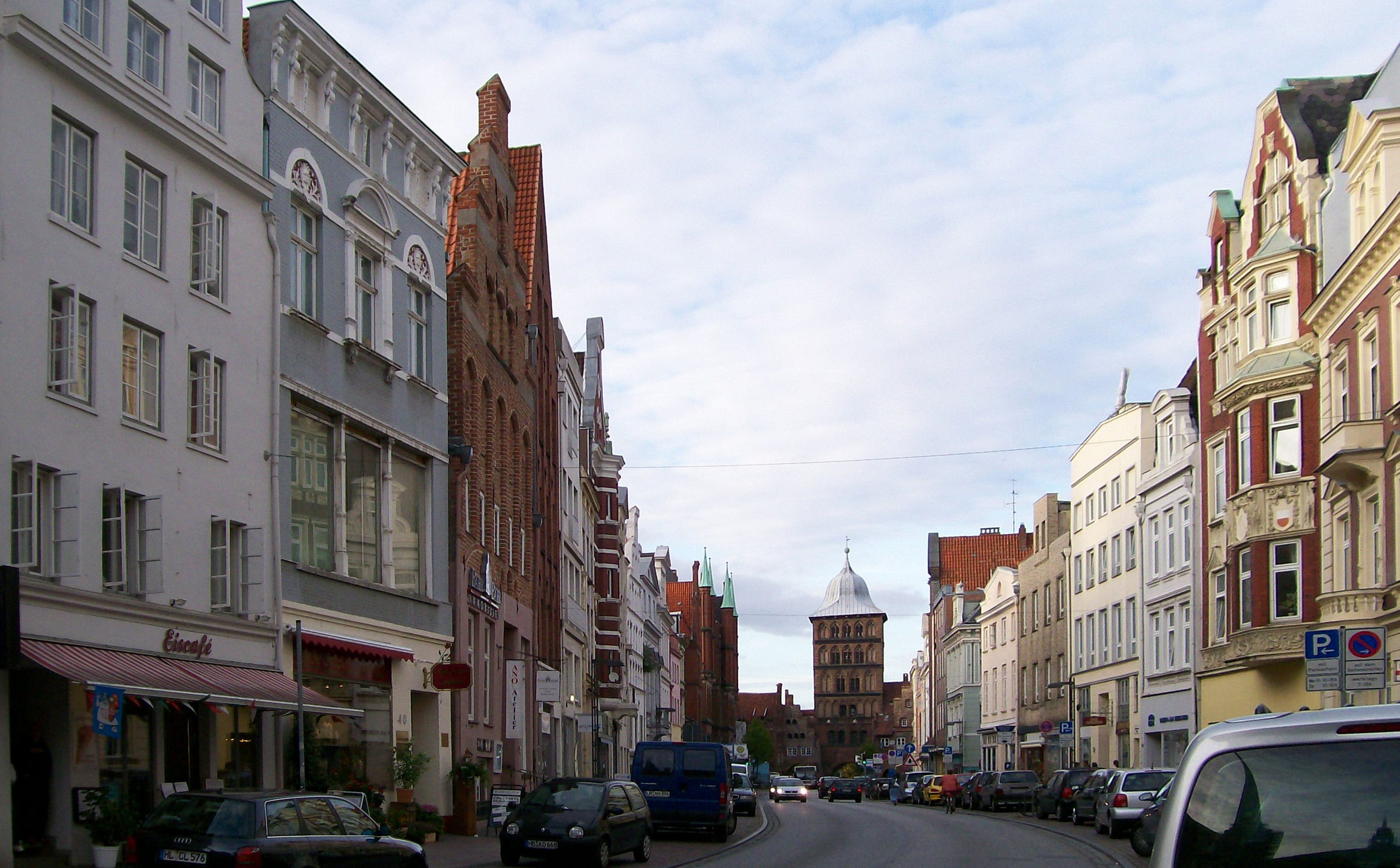

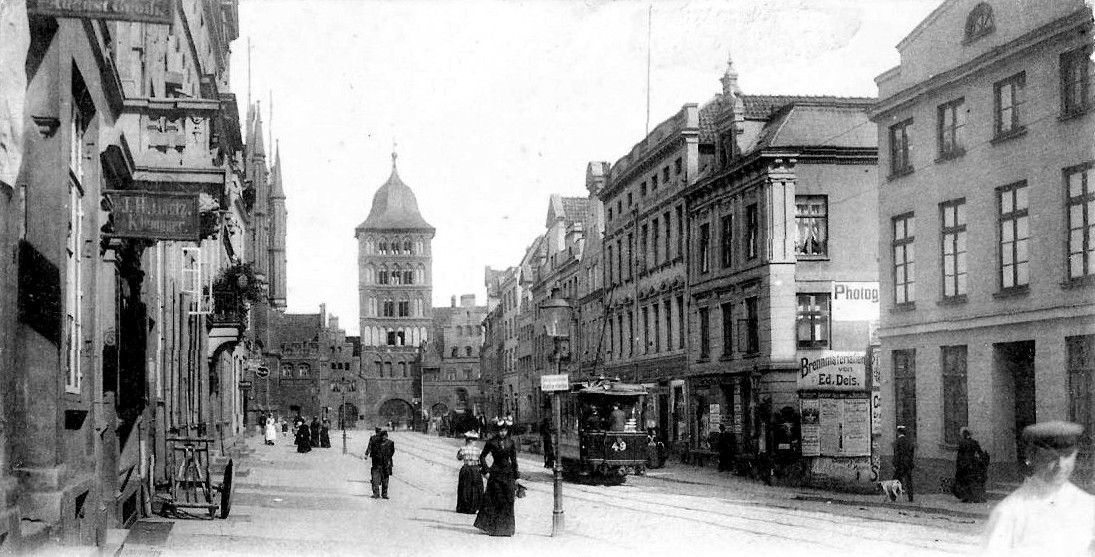

大城堡街（德語：Große Burgstraße）是德国吕贝克中世纪老城北部圣雅各区的一条街道，位于城堡门内，是从北部运河进入吕贝克老城的主要通道，南接国王街（Königstraße）。
大城堡街的南端是圣灵医院（Heiligen-Geist-Hospital）和圣雅各教堂。

## 建筑

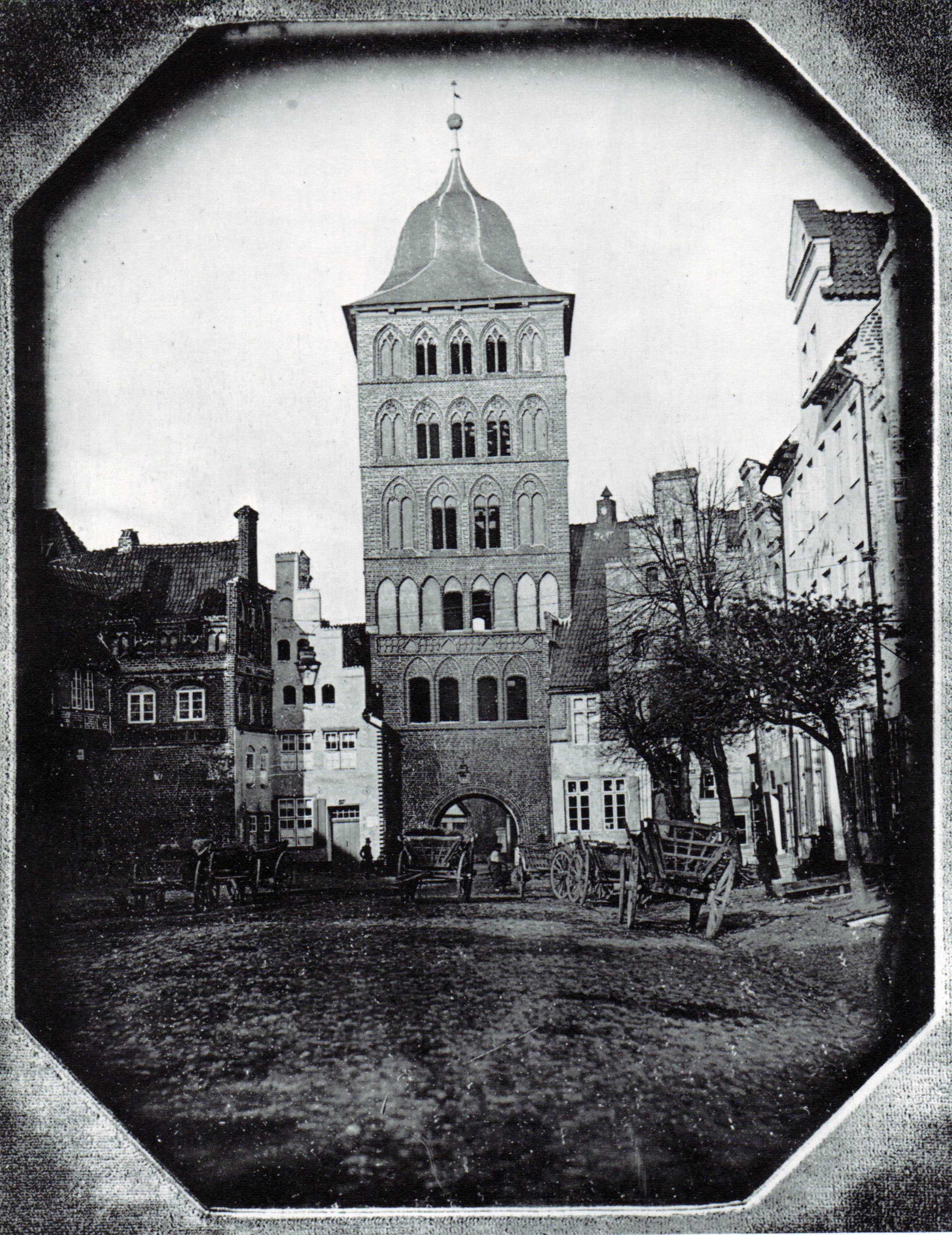
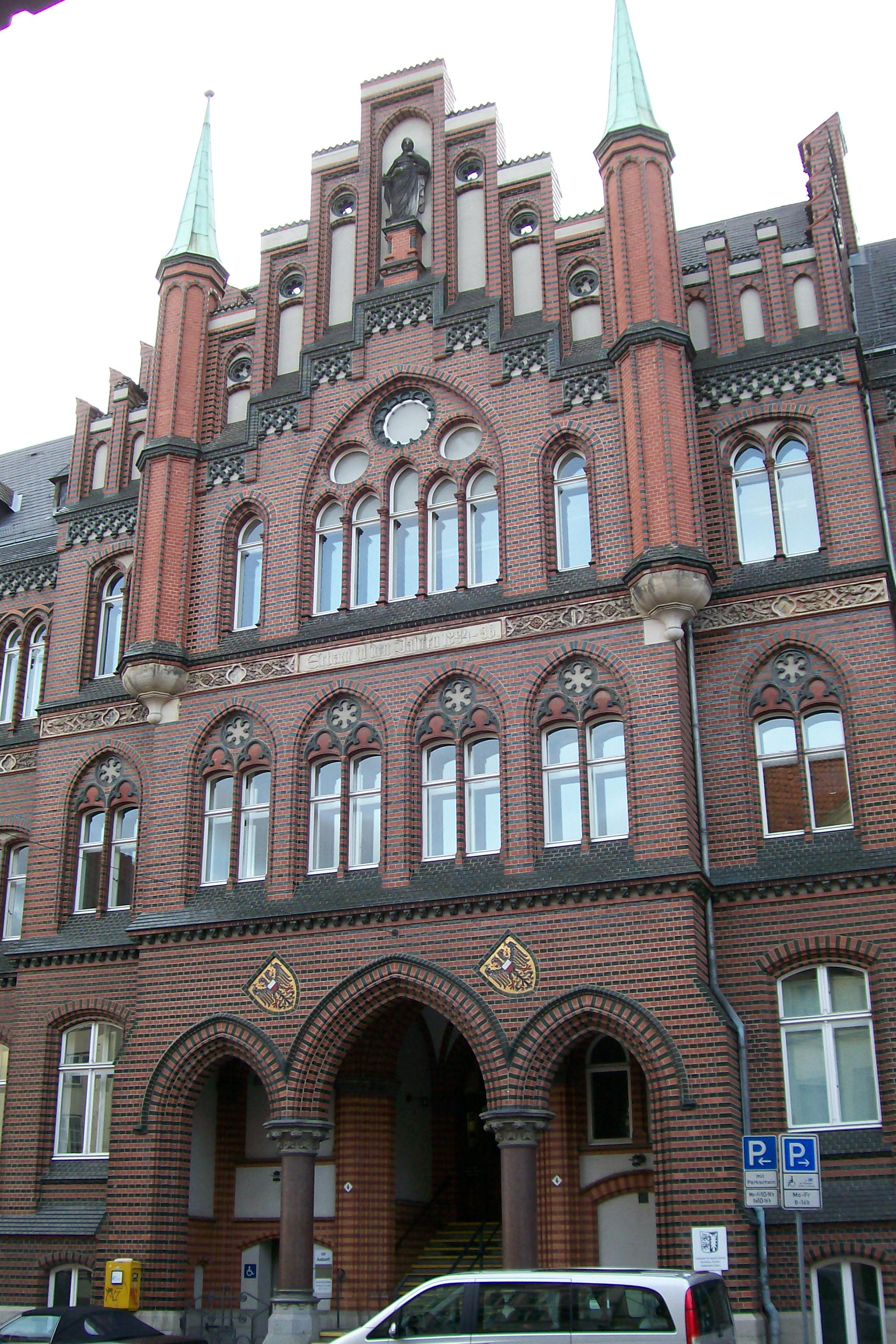
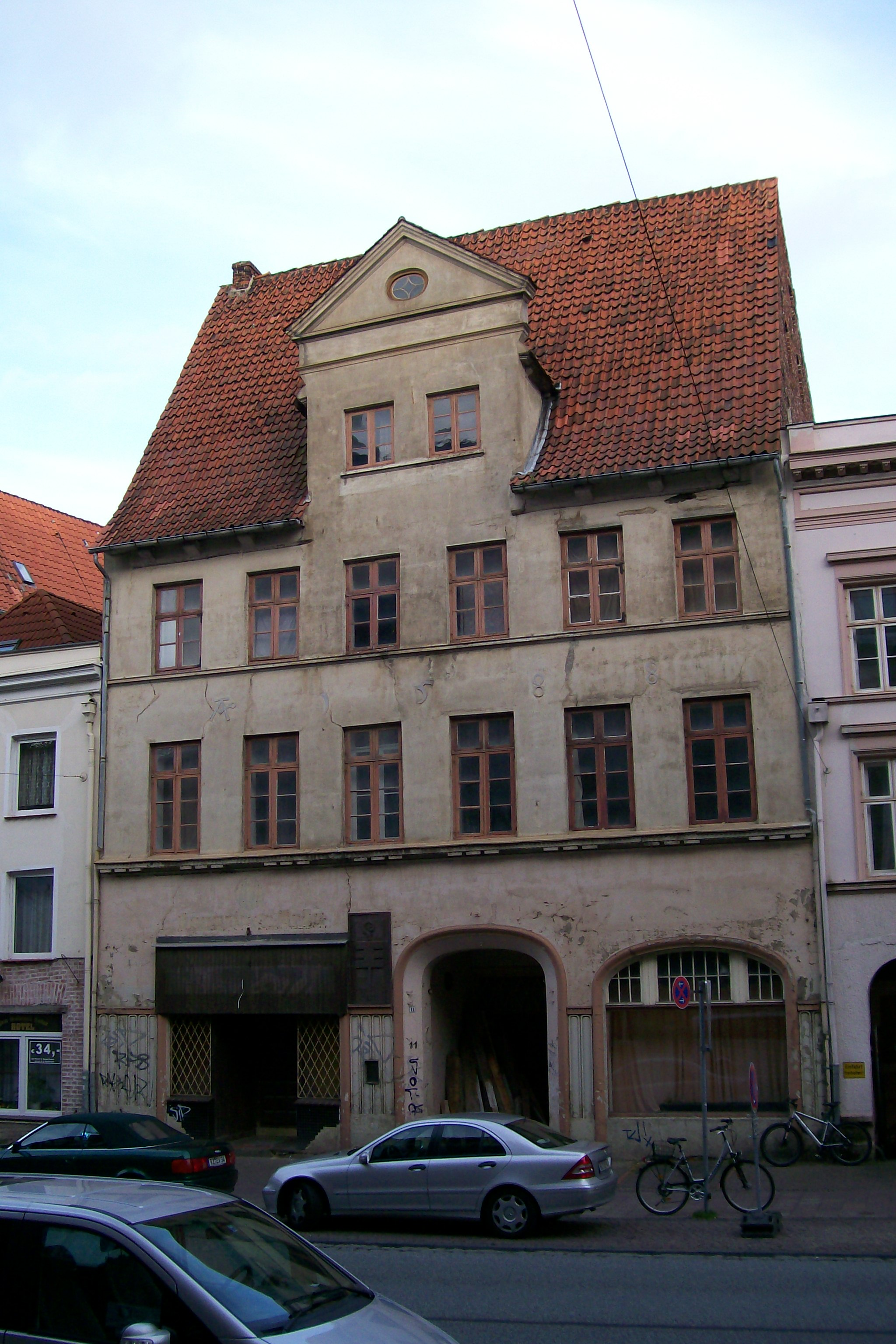
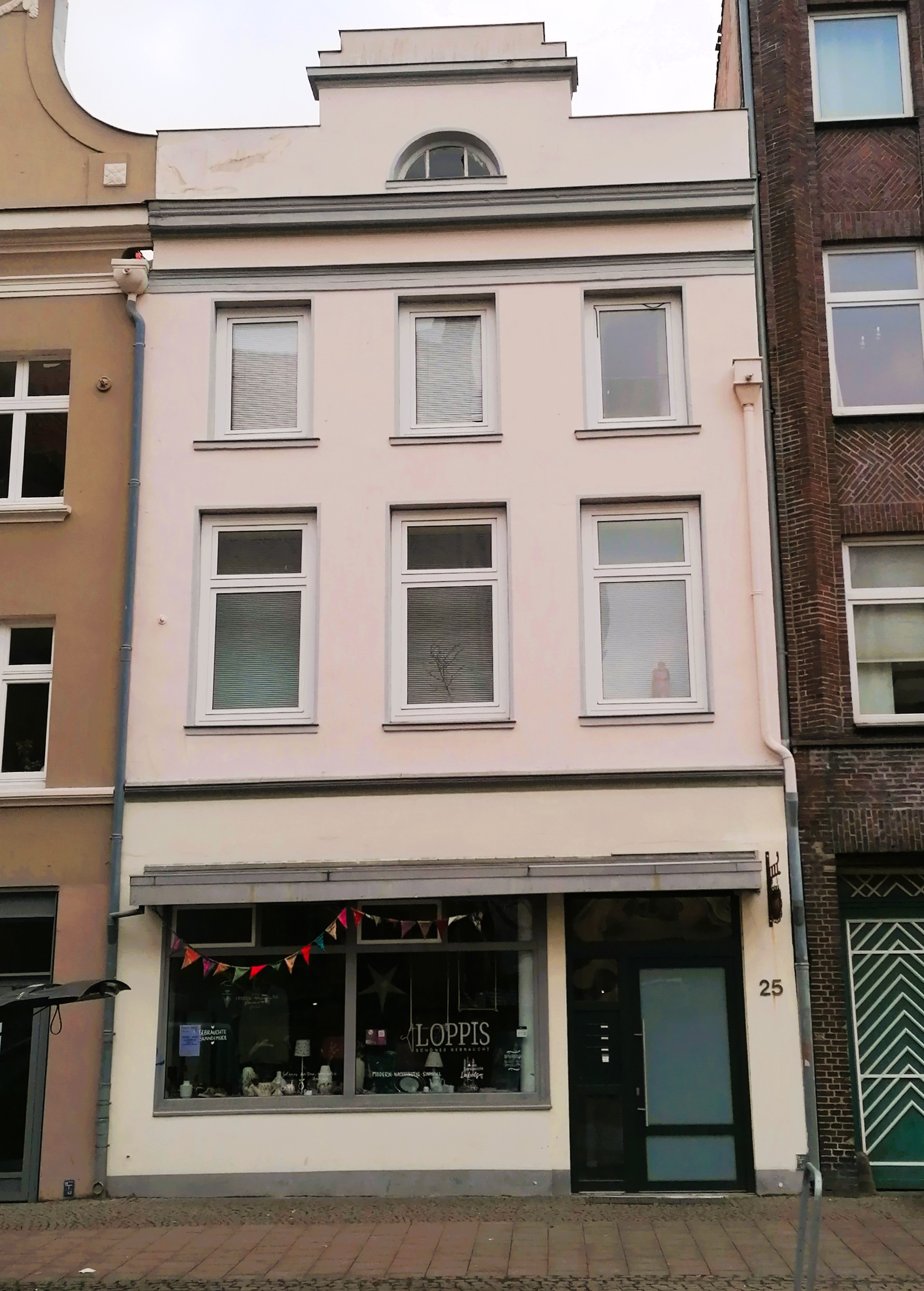

- 大城堡街4号
- 大城堡街11号
- 大城堡街25号
- 47号